# エアエスト

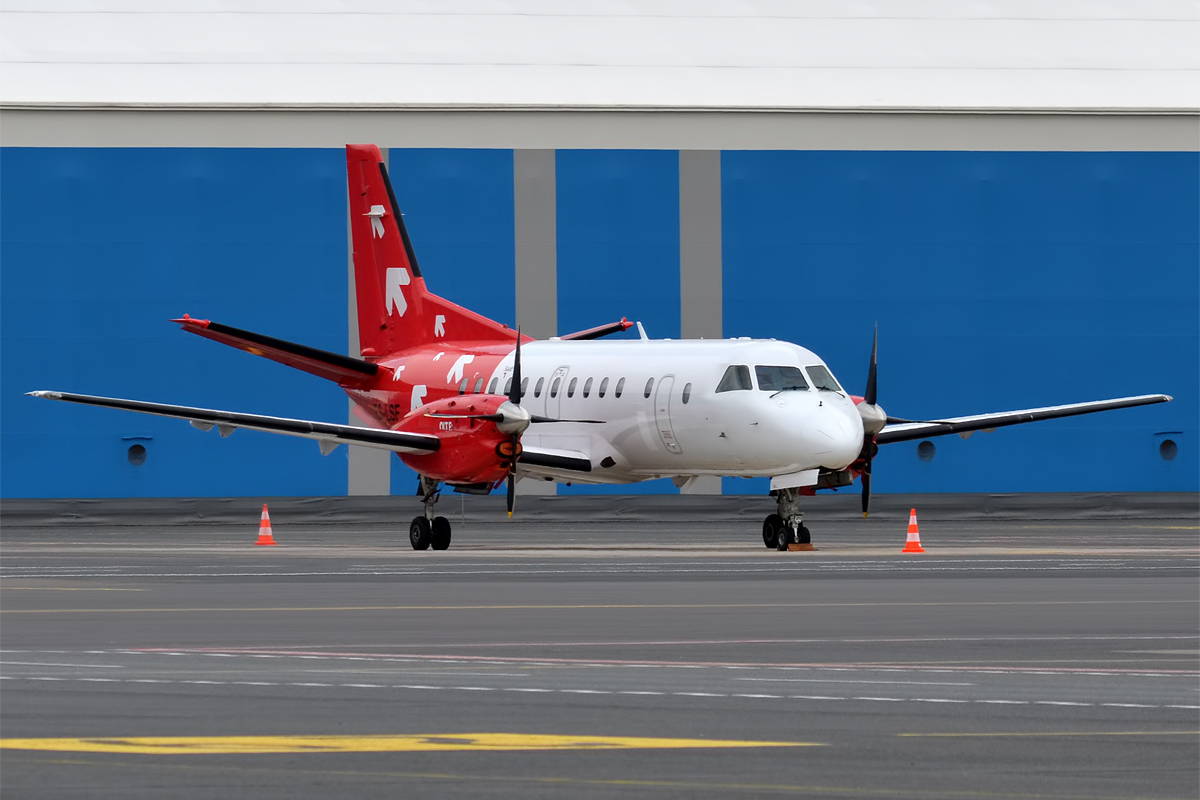
サーブ 340（2015年）

エアエスト（Airest）は2002年1月に運行を開始したエストニアの航空会社。定期貨物便と旅客チャーター便を運行している。 

## 機材
2015年12月時点での運行機材は下記
- サーブ 340A 8機